# Contea di Guzhen
La contea di Guzhen (固镇县S, Gùzhèn XiànP) è una contea della Cina, situata nella provincia dell'Anhui.